# ARCNET

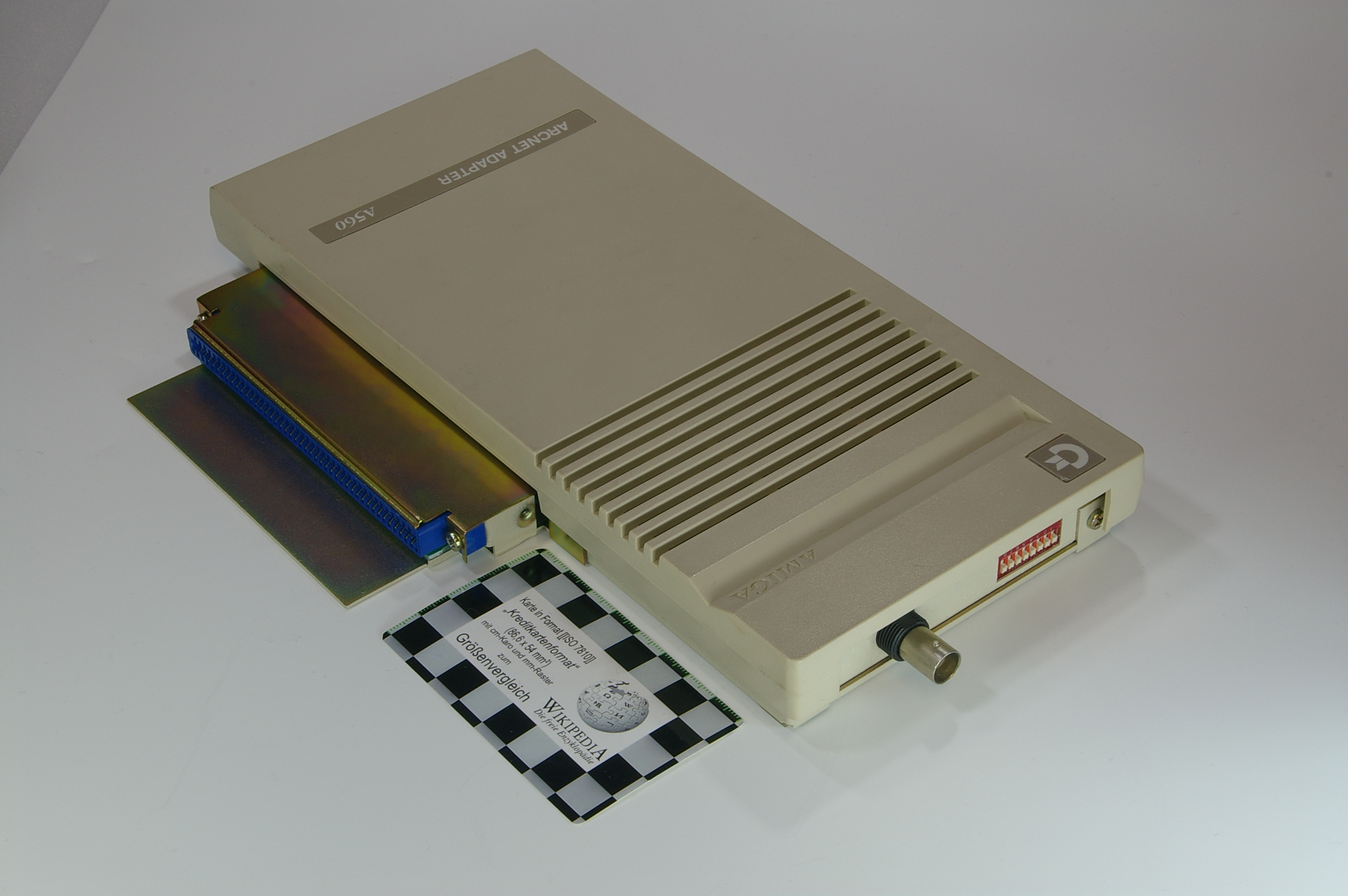
Fue un adaptador de ARCNET para Amiga versión A560, denominado como Amiga A560 Arcnet Adapter

ARCNET, siglas de Attached Resource Computer NETwork, fue una arquitectura de red de área local que utiliza la técnica de acceso de paso de testigo, como Token Ring.
Fue desarrollado por Datapoint Corporation, en 1977.
Conocido también como CamelCased, ARCnet, ARCANET.
La topología física es en forma de estrella, mientras que la topología lógica es en forma de anillo, utilizando cable coaxial y concentradores (hub) pasivos (hasta cuatro conexiones) o activos.

## Características
- Aunque utilizan topología en bus, suele emplearse un concentrador para distribuir las estaciones de trabajo usando una configuración de estrella.
- El cable que usan suele ser coaxial, aunque el par trenzado es el más conveniente para cubrir distancias cortas.
- Usa el método de paso de testigo, aunque físicamente la red no sea en anillo. En estos casos, a cada máquina se le da un número de orden y se implementa una simulación del anillo, en la que el token utiliza dichos números de orden para guiarse.
- El cable utiliza un conector BNC giratorio.

## Velocidad
La velocidad de trasmisión rondaba los 2 Mbps, aunque al no producirse colisiones el rendimiento era equiparable al de las redes Ethernet.
Las velocidades de sus transmisiones son de 2,6 Mbits/s.
Soporta longitudes de hasta 609 m (2000 pies).

## Historia
ARCNET es un protocolo de la red de área local (LAN), similar en propósito a Ethernet o a Token Ring.
ARCNET fue el primer sistema extensamente disponible del establecimiento de una red para las microcomputadoras y llegó a ser popular en los años 1980, para las tareas de la ofimática.
Originalmente, ARCNET utilizó el cable coaxial de RG-62/U y los hub pasivos o activos en una topología en bus star-wired.
A la hora de su renombre más grande, ARCNET gozó de dos ventajas importantes sobre Ethernet:
1. el bus star-wired, era mucho más fácil de construir y de ampliarse (y era más fácilmente conservable) que Ethernet lineal.
2. la distancia del cable, los funcionamientos de cables coaxiales de ARCNET se podían ampliar 610 m (2000 pies) entre los hubs activos o entre un hub activo y un nodo final, mientras que Ethernet final del RG-58 usada lo más extensamente posible en aquella época fue limitada a un funcionamiento máximo de 183 m (600 pies) del final al extremo.

Por supuesto, ARCNET requirió un hub activo o pasivo entre los nodos si había más de dos nodos en la red, mientras que Ethernet finalmente permitió que los nodos fueran espaciados dondequiera a lo largo del cable coaxial lineal, aunque los hubs pasivos de ARCNET eran muy baratos.
Para mediar el acceso en bus, ARCNET utiliza un esquema símbolo que pasa, un poco diferente de ese usado por Token Ring. Cuando los pares son inactivos, un solo mensaje "simbólico" se pasa alrededor de la red de máquina a máquina, y no se permite a ningún par utilizar el bus a menos que tenga el símbolo. Si un par en particular desea enviar un mensaje, espera para recibir el símbolo, envía su mensaje, y después pasa el símbolo encendido a la estación siguiente. Cada acercamiento tiene sus ventajas: ARCNET agrega un pequeño retraso en una red inactiva mientras que una estación que envía espera para recibir el símbolo, pero el funcionamiento de Ethernet puede degradar drásticamente si muchos pares procuran también difundir en el mismo tiempo.
Empezaron a entrar en desuso en favor de Ethernet al bajar los precios de esta última.